# Velká písečná poušť

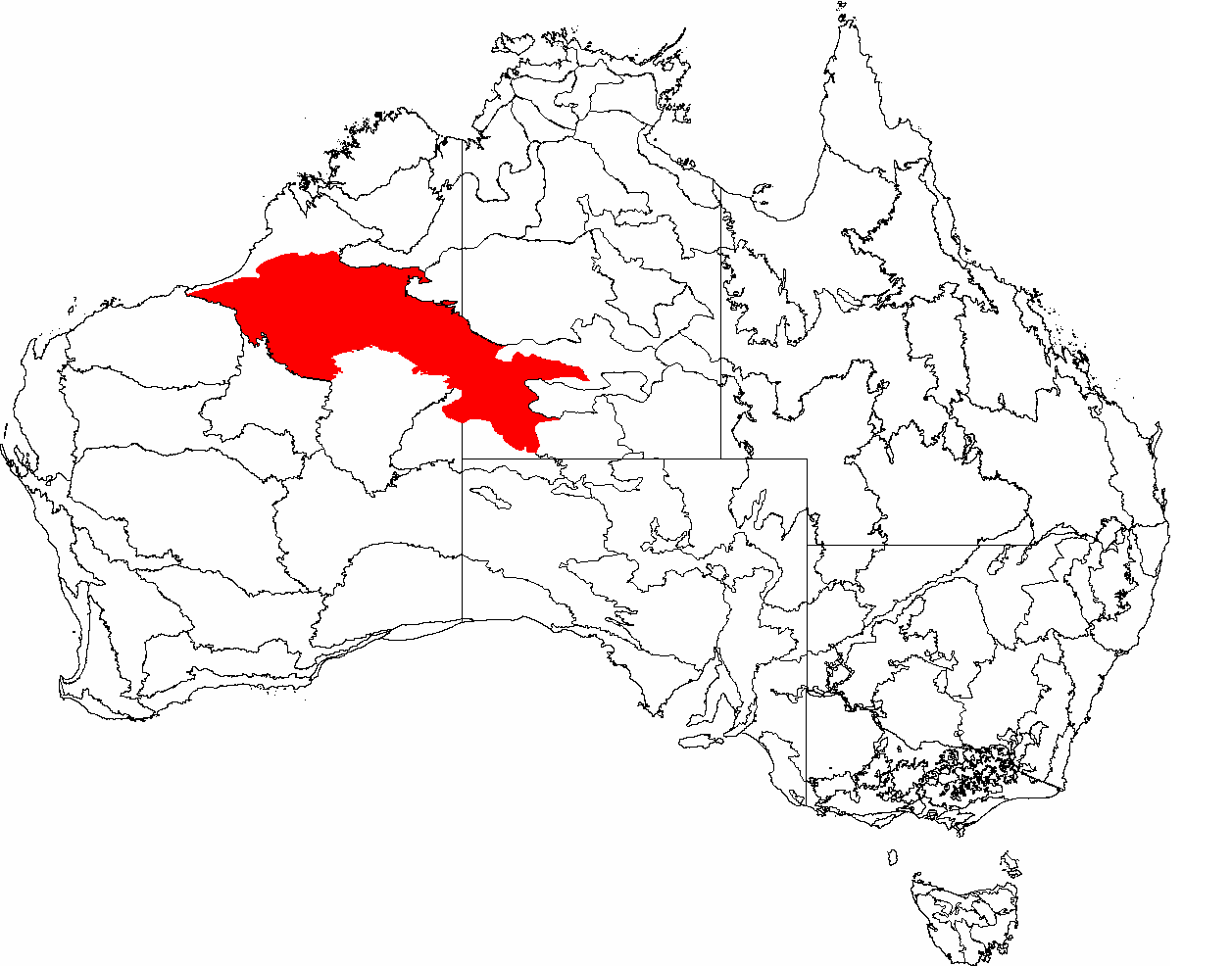
Velká písečná poušť (červeně) na mapě států a regionů Austrálie

Velká písečná poušť (anglicky  Great Sandy Desert) leží na severozápadě Austrálie, jižně od Kimberleyské plošiny a pohoří krále Leopolda a severně od Gibsonovy pouště. Zasahuje na území australských států Západní Austrálie a Severní teritorium. Velká písečná poušť je druhou největší australskou pouští po Velké Victoriiny poušti, má rozlohu 285 000 km2.
Tvoří ji rozsáhlé písečné duny, místy slaná jezera. Některé duny dosahují výšky až 30 m, místy vystupují na povrch zkrasovělé vápence. Vegetace je zastoupena především ostrolistými travami Spinifex. Na severovýchodě pouště se nachází kráter Wolfe Creek (vzniklý dopadem meteoritu).